# Tauriac-de-Camarès
 Tauriac-de-Camarès  (en occitano Tauriac) es una población y comuna francesa, situada en la región de Mediodía-Pirineos, departamento de Aveyron, en el distrito de Millau y cantón de Decazeville.

## Demografía
| 112 | 99 | 82 | 73 | 56 | 64 |
| Para los censos de 1962 a 1999 la población legal corresponde a la población sin duplicidades (Fuente: INSEE [Consultar]) |    |    |    |    |    |